# 音楽熱中倶楽部
『音楽熱中倶楽部』（おんがくねっちゅうくらぶ）は、NHKラジオ第1放送で2007年4月3日から2010年3月7日まで放送された音楽番組である。

## 概要
前番組の『ときめきJAZZ喫茶』から取り上げる音楽のジャンルを広げ、人々を勇気付ける音楽の数々を北原照久（おもちゃコレクター）と弘兼憲史（劇画作家）が隔週交替で紹介した。
テーマソングの作曲者は、弾厚作こと加山雄三である。

## 放送日時
ラジオ第1
- 2009年3月まで：最終週を除く毎週水曜日 21:30 - 21:55
2009年3月までの最終週は、沖縄局制作の『沖縄熱中倶楽部』（司会・藤木勇人）を放送（同番組は2009年4月以後も放送時間を移動して放送中）。
- 2009年4月から最終回まで：大相撲本場所期間を除く毎週日曜日 16:05 - 16:53

差し替え
- 東北地方は、民謡番組『民謡をどうぞ』に差し替え（2009年3月まで）。
- 新潟県では、2009年1月から6月まで大河ドラマ『天地人』連動番組『朗読 天地人』に差し替え。
- NHKワールド・ラジオ日本は、16:00 - 16:10は国際放送独自制作の日本語ニュース、16:10 - 16:15は海外安全情報を放送。16:15から途中飛び乗りで本番組を放送している。これは大相撲中継期間中でも土日の場合は同様の体制となる。

## スタッフ
- ディレクター - 青沼俊晴
- 構成 - 木﨑徹